# М’Бами, Модест
Модест М’Бами (фр. Modeste M'Bami; 9 октября 1982[…], Яунде — 7 января 2023, Гавр) — камерунский футболист, полузащитник. Выступал за сборную Камеруна.

## Биография
Родился 9 октября 1982 года в столице Камеруна Яунде.
7 января 2023 года умер из-за сердечного приступа.
Его брат, Серж М’Бами, также является футболистом.

## Клубная карьера
Первой командой М’Бами был клуб «Динамо» из Дуалы. Летом 2000 года переехал во Францию в клуб «Седан». В своём дебютном сезоне сыграл 10 матчей. В следующих двух сезонах стал игроком основного состава, сыграв 60 матчей за клуб. В 2003 году клуб вылетел из Лиги 1, а М’Бами перебрался в столичный «Пари Сен-Жермен» за 5 миллионов евро.
Проведя ещё один сезон за ПСЖ, летом 2006 года перешёл в марсельский «Олимпик». В июле 2011 года подписал контракт с китайским клубом «Далянь Аэрбин».

## Сборная
Со сборной Камеруна стал обладателем золотой медали Олимпийских игр 2000 и серебряных медалей Кубка конфедераций 2003 и Кубка африканских наций 2008. Всего за сборную провёл 38 матчей и забил 3 мяча.